# Центр графа

Граф із центральними точками, позначеними червоним кольором. Це такі точки A, що d(A, B) ≤ 3 для будь-яких вершин B. Будь-яка чорна вершина розташована на відстані щонайменше 4 від однієї з інших вершин.

Центр (або центр Жордана) графа — це множина всіх вершин з найменшим ексцентриситетом. Тобто множина всіх вершин A, для яких найбільша відстань d(A,B) до інших вершин B найменша. Еквівалентно, це множина вершин з ексцентриситетом, рівним радіусу графа.
Відшукання центра графа корисне для задач розміщення підприємств, метою яких є мінімізація найбільших відстаней до підприємства. Наприклад, розміщення шпиталю в центрі об'єкта зменшує найбільшу відстань, яку доводиться долати автомобілям швидкої допомоги.
Концепція центра графа пов'язана з вимірюванням центральності за близькістю в аналізі соціальних мереж, яка дорівнює величині, оберненій до середньої відстані d(A,B).